# Полудень

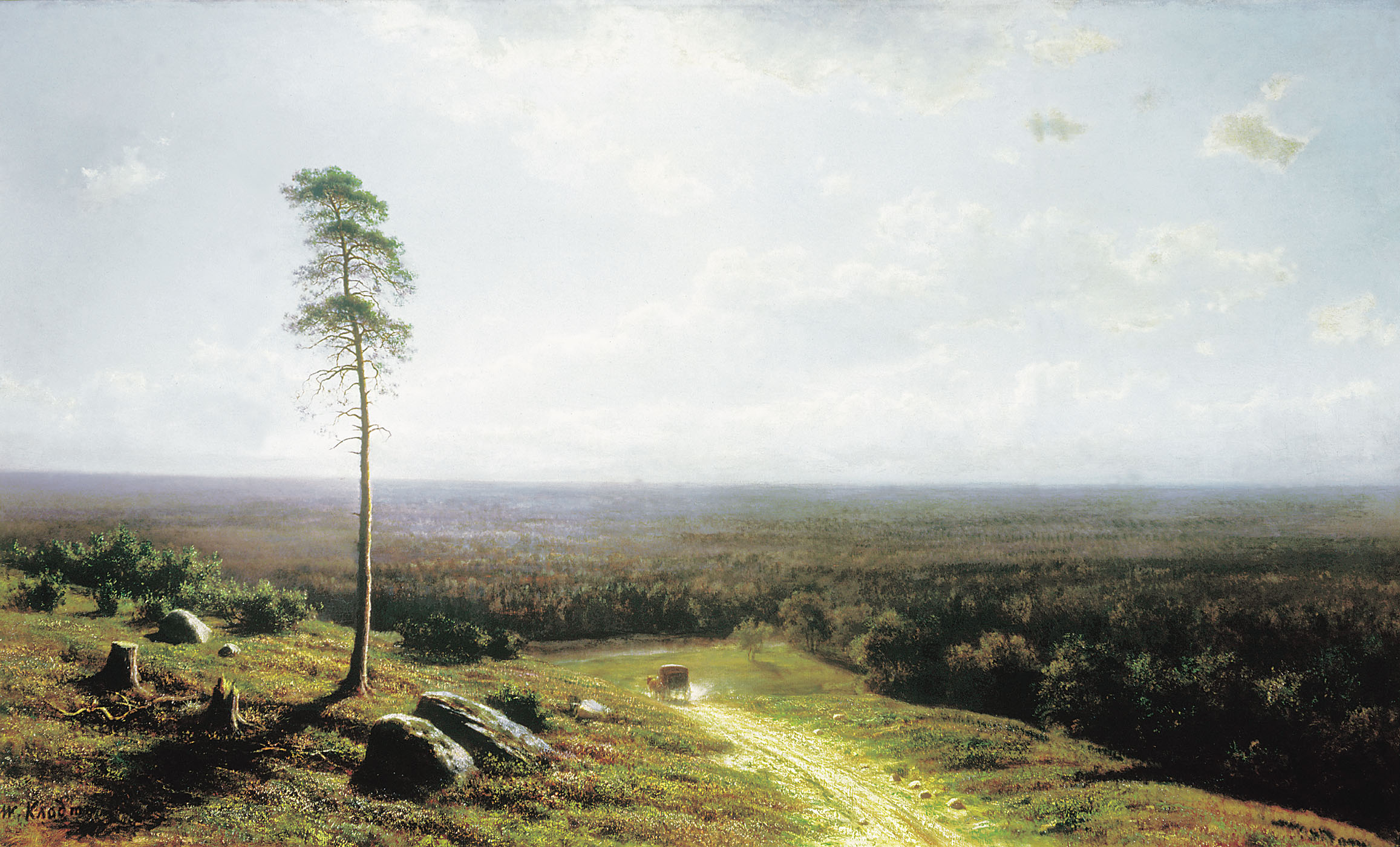
М. К. Клодт, «Лісова далечінь у полудень», 1876 р.

По́лудень, або пі́вдень, рідше опі́вдень — середина дня; час найвищого стояння Сонця над горизонтом, який відповідає дванадцятій годині дня за місцевим часом. Також прийнято називати полуднем момент часу, коли годинник показує 12:00 за офіційним місцевим часом, хоча со́нячний по́лудень може наступати і раніше, і пізніше 12:00.
Прийом їжі близько полудня називається полуденком (полуднем).